# Čertův mlýn (Liboc)
Čertův mlýn (Tučkův) je bývalý vodní mlýn v Praze 6-Liboci, který stojí na Šáreckém potoce v Šáreckém údolí. Od roku 1958 je chráněn jako nemovitá kulturní památka České republiky spolu s hospodářskou budovou a ohradní zdí s branou a brankou.

## Historie
Vodní mlýn pochází pravděpodobně z přelomu 17. a 18. století. Později v něm byla provozována Kaiserova výletní restaurace, zrušená roku 1945. V 70. letech 20. století byl areál v havarijním stavu. Na přelomu 70. a 80. let 20. století jej rekonstruoval nový majitel, výtvarník, který si zde zřídil ateliér a dal pořídit kopie barokních a klasicistních mříží do oken.

## Popis
Mlýn je tvořen hlavní patrovou budovou, přízemní hospodářskou budovou a ohradní zdí s branou. Obě stavby jsou spojeny ohradní zdí a mají sedlovou střechu, kamenné zdivo a jsou podsklepené; oba sklepy mají valenou klenbu.
Hlavní patrová obytná budova na čtvercovém půdorysu stojí na jižní části dvora. Na straně do dvora má v prvním patře dřevěnou pavlač.
Severní hospodářská budova je přízemní, protáhlého obdélného půdorysu. Její sklepy vybíhají ve střední části do přilehlé stráně. Ve střeše do dvora jsou tři střešní okna podkrovní vestavby.
Ve východní ohradní zdi je prolomena zaklenutá brána hlavního vjezdu. Severně od hlavní budovy se v ohradní zdi nachází menší zaklenutá branka. Přilehlé pozemky jsou upraveny a částečně zastavěny drobnými stavbami. Západně od budov mlýna byl původně rybník.

## Zajímavosti
Ke Kaiserovu hostinci v Čertově mlýně patřil svažitý pozemek jižně od mlýna, který si pronajali pěvec Národního divadla Emil Pollert a divadelní podnikatel Antonín Fencl. Dali jej upravit a v květnu 1913 na něm zahájili činnost Přírodního divadla v Šárce operou Prodaná nevěsta. Po skončení 1. světové války obnovili již roku 1919 smlouvu o pronájmu pozemku a ve stejném roce zde uskutečnili opět operu Prodaná nevěsta jako první z řady dalších každoročních představení.